# Prix Orange (Cannes)
Der Prix Orange (auch Rising Star Award) ist ein spezieller Preis, der von der Presse bei dem Festival in Cannes (Festival de Cannes) an Schauspieler verliehen wird.
- 1961: Annie Girardot
- 1964: Fernandel
- 1972: Phillippe Noiret
- 1975: Claude Jade
- 1993: Jean Marais
- 2007: Eva Green